# Ряттель, Артур
Артур Ряттель (эст. Artur Rättel; 8 февраля 1993, Пярну) — эстонский футболист, нападающий.

## Биография
Воспитанник пярнуского футбола. В начале 2008 года перешёл в таллинскую «Левадию», где поначалу играл за юниорские команды. Во взрослом футболе дебютировал в июле 2009 года, когда был отдан в аренду в клуб первой лиги Эстонии «Вапрус» (Пярну). Следующий сезон провёл в составе «Левадии-2», также в первой лиге. В высшем дивизионе Эстонии сыграл дебютный матч за основную команду «Левадии» 5 марта 2011 года против «Аякса». В сезонах 2012 и 2013 годов был основным игроком таллинского клуба и дважды входил в десятку лучших бомбардиров чемпионата, забив в 2012 году 10 голов, а в 2013 году — 9. Со своим клубом становился чемпионом (2013, 2014) и серебряным призёром (2012) чемпионата страны, обладателем Кубка (2012, 2014) и Суперкубка (2013, 2015) Эстонии. В мае 2014 года получил травму, из-за которой пропустил остаток сезона. В 2015 году играл за «Левадию» только в первой половине сезона, затем был отдан в аренду в «Пайде».
В 2016—2017 годах выступал за столичный «Инфонет», переименованный позже в «ФКИ Таллинн». С этим клубом в 2016 году завоевал чемпионский титул, а в 2017 году стал обладателем Кубка и Суперкубка страны. По окончании сезона 2017 года завершил профессиональную карьеру, в дальнейшем выступал за любительские клубы низших дивизионов Австралии.
Всего в высшей лиге Эстонии сыграл 169 матчей и забил 39 голов. В еврокубках сыграл 8 матчей и забил один гол.
Был регулярным игроком юниорских и молодёжных сборных Эстонии, сыграл в общей сложности 38 матчей. Участник финального турнира юношеского чемпионата Европы 2012 года, проходившего в Эстонии, на этом турнире сыграл 3 матча.

## Достижения
- Чемпион Эстонии: 2013, 2014, 2016
- Серебряный призёр чемпионата Эстонии: 2012
- Обладатель Кубка Эстонии: 2011/12, 2013/14, 2016/17
- Обладатель Суперкубка Эстонии: 2013, 2015, 2017